# 評価損益
評価損益（ひょうかそんえき）とは、保有資産の購入時の価格と現在の価格の差額。時価から簿価を引いた額のこと。含み損益（ふくみそんえき）とも呼ぶ。ある時点での潜在的な損益の評価であり、実際に売却するまでは損益が確定しないため、この表現を使う。
評価損や含み損とは、保有している資産の時価が値下がりし損失が生じる可能性がある額のことをいう。
逆に、保有している資産の時価が簿価よりもプラスになっている場合は評価益あるいは含み益という。